# Stanley Skewes
Stanley Skewes (* 29. Juni 1899 in Germiston; † 19. Dezember 1988 in Newlands, Kapstadt) war ein südafrikanischer Mathematiker mit englischen Wurzeln. Nach ihm ist die Skewes-Zahl benannt, die in der Theorie der Primzahlen eine Rolle spielt und die man früher zu den größten natürlichen Zahlen rechnete, die für die Mathematik eine Bedeutung haben.

## Leben
Seine Eltern, Henry und Emily Skewes, waren einfache Leute aus Cornwall, England, die 1894 in das Transvaal in Südafrika auswanderten. Nach einer Ausbildung als Bauingenieur an der Universität Kapstadt studierte Stanley Skewes mit einem Queen Victoria Stipendium ab 1923 Mathematik an der University of Cambridge (Bachelor-Abschluss 1925, Master-Abschluss 1929) und promovierte 1938 dort in diesem Fach bei John Edensor Littlewood mit dem Thema „On The Difference {\displaystyle \pi (x)-\operatorname {li} (x)}“. Einer seiner Studienfreunde am King’s College in Cambridge war Alan Turing, mit dem er in Cambridge in der Rudermannschaft war. Die Arbeit, die ihn bekannt machte, schrieb er außerhalb von Cambridge 1932. Er kehrte nach seinem Studium nach Südafrika zurück, war aber in den 1930er Jahren mehrfach in Cambridge (und auch an der Universität Heidelberg), wie auch 1957 zu einem Gastaufenthalt (Sabbatical) in Cambridge. 
In Südafrika wurde Stanley Skewes Mathematikprofessor an der Universität Kapstadt (Capetown University). 
Er beschäftigte sich auch mit Astronomie und war Mitglied der Royal Astronomical Society. 1953 erhielt er die Coronation Medal zur Krönung der britischen Königin.
Stanley Skewes starb 1988 im Alter von 89 Jahren in seinem Zuhause in Newlands, einem Stadtteil von Kapstadt.

## Schriften
- On the Difference π(x) – li(x) (I). Journal of the London Mathematical Society 1(4), 1933, S. 277–283.
- On the Difference π(x) – li(x) (II). Proceedings of the London Mathematical Society 3(1), 1955, S. 48–70.